# Subsuelo

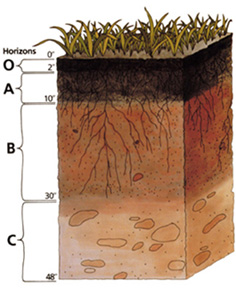
Esquema del suelo:
O — Materia orgánica
A — Suelo
B — Subsuelo
C — Material parental.

El subsuelo o sustrato es la capa de suelo debajo de la capa superficial de la tierra.
El subsuelo puede incluir sustancias como arcilla y/o arena, que solo han sido parcialmente desglosadas por aire, luz solar, agua, viento, entre otros, para producir suelo verdadero. Debajo del subsuelo está el sustrato, que puede ser rocoso, de sedimentos o depósitos eólicos, en gran medida afectados por factores formadores de suelo activo en el subsuelo. El subsuelo contiene partículas parcialmente degradadas, por lo general, de un tono más claro de color marrón o amarillo y contiene las raíces profundas de las plantas grandes, como los árboles.